# David Blumer
David Blumer (Suiza, 28 de febrero de 1986) es un futbolista suizo. Debutó y juega como centrocampista desde 2005 en el FC United Zürich de la 2. Liga.

## Clubes
| Club                      | País  | Año       |
| ------------------------- | ----- | --------- |
| Grasshopper-Club Zürich   | Suiza | 2005-2008 |
| FC Thun                   | Suiza | 2008-2009 |
| FC Wil                    | Suiza | 2009-2010 |
| SC Young Fellows Juventus | Suiza | 2012-2014 |
| FC United Zürich          | Suiza | 2014-     |

- Datos: Q5231495